# 25966 Akhilmathew
25966 Akhilmathew este un asteroid din centura principală de asteroizi.

## Descriere
25966 Akhilmathew este un asteroid din centura principală de asteroizi. A fost descoperit pe 19 martie 2001 la Socorro, New Mexico, în cadrul proiectului LINEAR. Asteroidul prezintă o orbită caracterizată de o semiaxă mare de 2,53 ua, o excentricitate de 0,05 și o înclinație de 5,4° în raport cu ecliptica.